# Kellie Bright
Kellie Denise Bright (Essex, Inglaterra; 1 de julio de 1976) es una actriz británica, más conocida por haber interpretado a Sally Simpkins en las series de T-Bag, a Joanna Burrows en la serie The Upper Hand, y a Linda Carter en la serie EastEnders.

## Biografía
Salió con el actor Ross McCall, pero la relación terminó. Comenzó a salir con el actor Paul Stocker, con quien tuvo un hijo, Freddie Stocker, en diciembre de 2011. Se casaron en Trelill, Cornualles el 5 de julio de 2014. Tuvieron un segundo hijo, Gene Harlyn Stocker, el 21 de noviembre de 2016, a través de fertilización in vitro. En marzo de 2021 anunció que estaba embarazada por tercera vez. Su tercer hijo, Rudy Joy Stocker, nació el 22 de julio de 2021.

## Carrera
En 1989 se unió a la serie T-Bag and the Revenge of the T-Set, donde interpretó a Sally Simpkins, papel que interpretó nuevamente en 1990 durante la quinta y sexta temporada de la serie T-Bag and the Pearls of Wisdom. En 1990 se unió al elenco principal de la serie The Upper Hand, donde interpretó a Joanna Burrows hasta el final de la serie en 1996. En 1994 prestó su voz para el personaje de Kate Aldridge-Madikane, en el programa de la BBC Radio 4 "The Archers", que interpretó por cinco años hasta 1998. En 1998 apareció por segunda vez en la serie The Bill, donde dio vida a Lianne Clark en el episodio "A Little Help"; había aparecido por primera vez en la serie en 1989 como la hija del señor Carmody durante el episodio "Suspicious Minds".
En 2002 apareció en la película Ali G Indahouse, donde dio vida a Julie. Ese mismo año se unió al elenco de la cuarta temporada de la serie Bad Girls, donde interpretó a la prisionera Cassie Tyler. En 2005 apareció como invitada en la serie Jericho, donde interpretó a la oficial de la policía Penny Collins.
El 19 de diciembre de 2013, se unió al elenco principal de la popular serie británica EastEnders donde interpreta a Linda Carter hasta ahora.

## Filmografía

### Series de televisión
| Año           | Título                             | Personaje          | Notas                       |
| ------------- | ---------------------------------- | ------------------ | --------------------------- |
| 2013-presente | EastEnders                         | Linda Carter       | 335 episodios               |
| 2013          | Casualty                           | Tina Caffola       | episodio "Garage Flowers"   |
| 2013          | Great Night Out                    | Shona              | episodio # 1.6              |
| 2012          | One Night                          | Dawn               | 2 episodios                 |
| 2010-2011     | Rick & Chips                       | Joan Trotter       | 3 episodios                 |
| 2007, 2009    | The Catherine Tate Show            | Kellie             | 2 episodios                 |
| 2009          | Holby City                         | Joy Miller         | 2 episodios                 |
| 2009          | Hotel Babylon                      | Meredith Sutton    | episodio # 4.5              |
| 2009          | Horne & Corden                     | -                  | 5 episodios                 |
| 2008          | New Tricks                         | Sarah Madeley      | episodio "A Face for Radio" |
| 2006          | Two Twisted                        | Mujer              | episodio "Love Crimes"      |
| 2006          | Vital Sings                        | Yvonne             | episodio # 1.5              |
| 2005          | The Alice                          | Lynette            | episodio # 1.14             |
| 2005          | Jericho                            | Penny Collins      | 4 episodios                 |
| 2002          | Silent Witness                     | Det. Mona Westlake | 2 episodios                 |
| 2002          | The House That Jack Built          | Lisa Squire        | 6 episodios                 |
| 2002          | Bad Girls                          | Cassie Tyler       | 12 episodios                |
| 2001          | Outriders                          | Madre de Julia     | 2 episodios                 |
| 2000          | The Thing About Vince              | Sally              | 3 episodios - miniserie     |
| 2000          | Nature Boy                         | Katy               | episodio # 1.4 - miniserie  |
| 1998          | The Bill                           | Lianne Clark       | episodio "A Little Help"    |
| 1994-1998     | The Archers                        | Kate Aldridge      | -                           |
| 1990-1996     | The Upper Hand                     | Joanna Burrows     | 93 episodios                |
| 1996          | Scene                              | Clare              | episodio "Alison"           |
| 1990          | Brush Strokes                      | Nila               | episodio # 4.6              |
| 1990          | T-Bag and the Pearls of Wisdom     | Sally Simpkins     | 10 episodios                |
| 1989          | Maid Marian and Her Merry Men      | Joven Niña         | 6 episodios                 |
| 1989          | T-Bag and the Revenge of the T-Set | Sally Simpkins     | 10 episodios                |

### Películas
| Año  | Título                         | Personaje       | Notas |
| ---- | ------------------------------ | --------------- | --- |
| 2010 | Come Rain Come Shine           | Joanne Mitchell | junto a David Jason, Alison Steadman, Shaun Evans, Anna Wilson-Jones y Drew Blackall                       |
| 2005 | Kinky Boots                    | Jeannie         | junto a Joel Edgerton, Chiwetel Ejiofor, Sarah-Jane Potts, Nick Frost, Linda Bassett y Robert Pugh         |
| 2005 | Imagine Me & You               | Terri           | junto a Piper Perabo, Lena Headey, Matthew Goode, Celia Imrie y Anthony Head                               |
| 2003 | How (Not) to Make a Short Film | Stefania        | corto - junto a Finlay Robertson y Justin Salinger                                                         |
| 2002 | Ali G Indahouse                | Julie           | junto a Sacha Baron Cohen, Michael Gambon, Charles Dance, Martin Freeman y Emilio Rivera                   |
| 2000 | Cor, Blimey!                   | Viola           | junto a Jacqueline Defferary, Geoffrey Hutchings, David McAlister, Jason Round, Adam Godley y Steve Speirs |
| 1997 | Blackrock                      | Leesha          | junto a Chris Haywood, David Field, Essie Davis, Bojana Novakovic, John Howard y Geoff Morrell             |
| 1996 | It Must Be Love                | Allie           | junto a Elizabeth Estensen y Paula Wilcox                                                                  |
| 1992 | Beauty and the Beast           | Bella           | junto a Michael Hordern, Christopher Lee, Penelope Keith, Kate O'Mara y Jason Connery                      |
| 1989 | T-Bag's Christmas Carol        | Sally Simpkins  | junto a Elizabeth Estensen, John Hasler, John Clive y Gillian Martell                                      |

### Videojuegos
| Año  | Título               | Personaje                    | Notas                             |
| ---- | -------------------- | ---------------------------- | --------------------------------- |
| 2011 | Dragon Age II        | Grace/Idunna/Guardia Brennan | prestó su voz para los personajes |
| 2010 | Fable III            | -                            | prestó su voz para el personaje   |
| 2010 | Xenoblade Chronicles | Sharla                       | prestó su voz para el personaje   |

### Apariciones
| Año  | Programa                            | Notas                                  |
| ---- | ----------------------------------- | -------------------------------------- |
| 2015 | Strictly Come Dancing               | 27 episodios - 2.º lugar - concursante |
| 2015 | Strictly Come Dancing: It Takes Two | 16 episodios                           |

### Teatro
| Año  | Obra | Personaje      | Director      | Teatro           | Notas                                                                         |
| ---- | ---- | -------------- | ------------- | ---------------- | ----------------------------------------------------------------------------- |
| 2005 | Paul | Mary Magdalene | Howard Davies | National Theatre | junto a Richard Dillane, Paul Rhys, Pearce Quigley, Paul Higgins y Lloyd Owen |

## Premios y nominaciones
| Año  | Categoría                                       | Premio             | Serie      | Resultado |
| ---- | ----------------------------------------------- | ------------------ | ---------- | --------- |
| 2016 | Best On-Screen Partnership (junto a Danny Dyer) | British Soap Award | EastEnders | Nominados |
| 2016 | Serial Drama Performance                        | NTA Award          | EastEnders | Nominada  |
| 2016 | Best Actress                                    | British Soap Award | EastEnders | Ganadora  |
| 2016 | Best Dramatic Performance                       | British Soap Award | EastEnders | Ganadora  |
| 2015 | Best Soap Actress                               | TV Choice Award    | EastEnders | Nominada  |
| 2015 | Serial Drama Performance                        | NTA Award          | EastEnders | Nominada  |
| 2014 | Best On-Screen Partnership (junto a Danny Dyer) | British Soap Award | EastEnders | Nominados |